# با تو بهتر رفتار کنم
«با تو بهتر رفتار کنم» (به انگلیسی: Treat You Better) ترانه‌ای توسط خواننده و ترانه‌سرا اهل کانادا شان مندز است. این ترانه توسط مندز با تدی گایگر و اسکات هریس نوشته شده‌است. این آهنگ در ۳ ژوئن سال ۲۰۱۶ توسط استودیو ضبط ایسلند به عنوان تک آهنگ از دومین آلبوم استودیوی مندز، روشن کن ، منتشر شد. موزیک ویدیو این آهنگ در تاریخ ۱۲ ژوئیه ۲۰۱۶ منتشر شد و داستانی دربارهٔ یک رابطه توهین آمیز است.
این آهنگ در شماره ششم در بیلبورد ۱۰۰ آهنگ داغ ایالات متحده به ثبت رسید. در کانادا، این آهنگ در شماره هفتم از جدول ۱۰۰آهنگ داغ کانادایی است.

## ترکیب بندی
این آهنگ در کلید B ♭ جزئی نوشته شده‌است. و دارای سرعت ۸۳ ضربه در دقیقه است.

## جوایز و نامزدی‌ها
| سال  | جایزه                       | دسته‌بندی               | نتیجه    |
| ---- | --------------------------- | ---------------------- | -------- |
| ۲۰۱۷ | جوایز BMI                   | آهنگ‌های برنده جایزه    | پیروز    |
| ۲۰۱۷ | جوایز موسیقی رادیویی کانادا | آهنگ سال سکان          | نامزدشده |
| ۲۰۱۷ | جوایز جونو                  | آهنگ سال               | نامزدشده |
| ۲۰۱۷ | جوایز موزیک ویدیو ام تی وی  | بهترین موزیک ویدیو پاپ | نامزدشده |
| ۲۰۱۷ | جوایز موسیقی رادیو دیزنی    | آهنگ سال               | پیروز    |

## انتقادات
بیلبورد این آهنگ را در شماره ۴۲ در لیست "۱۰۰ آهنگ برتر پاپ در سال ۲۰۱۶" خود قرار داد. نیویورک تایمز این آهنگ را در ۱۸ آهنگ برتر سال خود قرار داد.

## موزیک ویدیو
ویدیو این آهنگ در تاریخ ۱۲ ژوئیه ۲۰۱۶ منتشر شد. این ویدیو یک طرح پیچیده حول محور یک وضعیت خشونت‌آمیز میان زوج‌ها دارد. این ویدیو نشان می‌دهد که یک دختر توسط دوست پسر او خود در موقعیت‌های مختلف مورد آزار قرار گرفته‌است، در حالی که مندز امیدوار است که با او درگیر شود و تلاش کند تا بداند که چرا او ترجیح می‌دهد که در آن رابطه باشد. ویدیو در حالی به پایان می‌رسد که یکی از خشونت‌های خانگی داخلی را نشان می‌دهد.
این ویدیو تا آوریل ۲۰۱۹ بیش از ۱٫۷ میلیارد ویو در یوتویوب دریافت کرده‌است و یکی از ۵۰ ویدیو با بیشترین تماشا در سایت است.

## لیست آهنگ
| شماره | نام                    | نویسنده(ها)                   | مدت  |
| ----- | ---------------------- | ----------------------------- | ---- |
| ۱.    | «با تو بهتر رفتار کنم» | شان مندز تدی کایگر اسکات هریس | ۳:۰۷ |

| شماره | نام                                     | نویسنده(ها)     | مدت  |
| ----- | --------------------------------------- | --------------- | ---- |
| ۱.    | «با تو بهتر رفتار کنم» (Ashworth remix) | مندز کایگر هریس | ۳:۵۲ |

| شماره      | نام                      | نویسنده(ها)                           | مدت  |
| ---------- | ------------------------ | ------------------------------------- | ---- |
| ۱.         | «با تو بهتر رفتار می‌کنم» | مندز گایگر هریس                       | ۳:۰۸ |
| ۲.         | «خراب»                   | مندز هریس جفری واربورتون ایده زیمیشنی | ۴:۰۰ |
| مجموع مدت: | مجموع مدت:               | مجموع مدت:                            | ۷:۰۸ |

## اجرای زنده
در ۱۲ ژوئیه ۲۰۱۶، او ترانه مذکور را در برنامه امشب با اجرای جیمی فالون اجرا کرد. در ۲۰ نوامبر ۲۰۱۶، شان این آهنگ را در جوایز موسیقی آمریکا ۲۰۱۶ اجرا کرد.